# Harold Wilson (roer)
Harold Charles Wilson (15. januar 1903 - 2. maj 1981) var en amerikansk roer.
Wilson vandt en bronzemedalje ved OL 1924 i Paris, hvor han sammen med Leon Butler og styrmand Edward Jennings udgjorde den amerikanske toer med styrmand. Amerikanerne måtte se sig slået af Schweiz og Italien, der vandt henholdsvis guld og sølv. Det var den eneste udgave af OL han deltog i.

## OL-medaljer
- 1924:  Bronze i toer med styrmand